# جاي هنتر غوثري
جاي هنتر غوثري (بالإنجليزية: J. Hunter Guthrie)‏ هو كاهن كاثوليكي وفيلسوف أمريكي، ولد في 8 يناير 1901 في نيويورك في الولايات المتحدة، وتوفي في 11 نوفمبر 1974 في ويرنرسفيل في الولايات المتحدة.